# Robert Nisbet (Schriftsteller)
Robert Nisbet (* 1941 in Haverfordwest, Pembrokeshire) ist ein walisischer Schriftsteller.

## Leben
Nisbet studierte in Swansea am University College of Wales und an der University of Essex. Er war dann in Wales als Dozent an verschiedenen Colleges tätig. Ab 1971 arbeitete er als Lehrer für Englisch an der Milford Haven Grammar School in Haverfordwest.
Er verfasste Gedichte, Essays und Kurzgeschichten. Darüber hinaus war er als Herausgeber tätig.

## Werke (Auswahl)
- Dreams and Dealings, Kurzgeschichten, 1973
- The Rainbow´s End and Other Stories, Kurzgeschichten, 1979
- Sounds of the Town, Kurzgeschichten, 1982
- Stories of Sheepskin, Kurzgeschichten, 1983
- Pastoral, Gedichte, 1983